# Karen Ter-Martirosian

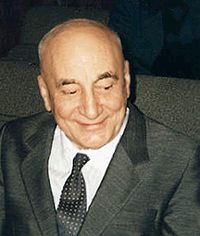
Karén Ter-Martirosián

Karén Avétovich Ter-Martirosián (en ruso: Каре́н Аве́тович Тер-Мартирося́н; 28 de septiembre de 1922 - 19 de noviembre de 2005) fue un físico teórico soviético y ruso de ascendencia armenia.  Es conocido por sus contribuciones a la mecánica cuántica y la teoría cuántica de campos y es autor de varios cientos de artículos en su área.
Nació en Tbilisi (RSS de Georgia) y se graduó en la Universidad Estatal de Tbilisi en 1943. Después de dos años de enseñar física en el Instituto del Ferrocarril de Tbilisi, obtuvo el título de Candidato en Ciencias (equivalente a doctorado) en el Instituto Físico-Técnico de Leningrado en San Petersburgo, asesorado por Yákov Frénkel. Después de trabajar en la división de teoría del mismo lugar (1949-1955), se trasladó al Instituto de Física Teórica y Experimental (ITEP) de Moscú, donde fundó la cátedra de Física de Partículas Elementales del Instituto de Física y Tecnología de Moscú y el Laboratorio de Hadrones. Física en el ITEP. 
Fue alumno de Lev Landau y su colega de investigación Isaak Pomeranchuk. Entre sus alumnos se encontraban Vladímir Gríbov, Alekséi Anselm, Aleksandr Poliakov, Arkady Migdal, Aleksandr Zamolódchikov y Alekséi Kaidalov. Además, organizó escuelas y conferencias en Nor-Hamberd de Ereván en Armenia.

## Premios
- Premio Pomeranchuk 1999
- Miembro de la Academia de Ciencias de Rusia 2000

## Publicaciones
- Teoría de las interacciones calibre de partículas elementales (1984). Libro, con Misha Voloshin
- Teoría de la excitación de Coulomb de los núcleos (1952)
- Teoría de los tres sistemas corporales (1956)
- Desarrollo de la teoría de polos de Regge para la dispersión de alta energía y la teoría de cortes de Regge, con V.N. Gríbov e I.Ya. Pomeranchuk, 1964-1976
- Modelo inspirado en QCD de cuerdas de quarks-gluones, con A.B. Kaidalov